# Daniel Zelman
Daniel Luke Zelman (* 16. Juni 1967 in Rye, New York) ist ein US-amerikanischer Schauspieler, Drehbuchautor und Produzent.

## Leben und Karriere
2004 war er zusammen mit John Claflin, Michael Miner und Edward Neumeier an dem Drehbuch zu Anacondas: Die Jagd nach der Blut-Orchidee beteiligt. Zusammen mit Claflin hatte er bereits 2000 das Drehbuch zu They Nest – Tödliche Brut geschrieben. 2008 war er zusammen mit Andy Tennant und John Claflin an dem Drehbuch zu Ein Schatz zum Verlieben beteiligt. Zusammen mit Todd A. Kessler und Glenn Kessler war er als Produzent und Drehbuchautor für die Serien Damages – Im Netz der Macht und Bloodline verantwortlich. Zusätzlich führte Zelman bei zwei Folgen von Damages 2010 und 2012 Regie.

## Privates
Zelman war von 2000 bis 2016 mit der Schauspielerin Debra Messing verheiratet. Messing hat aber bereits 2012 die Scheidung eingereicht. Zelman und Messing hatten sich während ihrer gemeinsamen Studienzeit an der New York University kennengelernt. Aus der Ehe ging ein Sohn (* 2004) hervor.
Zelmans jüngerer Bruder Aaron Zelman ist ebenfalls Fernseh-Produzent.

## Filmografie (Auswahl)
als Schauspieler
- 1993: Law & Order (Fernsehserie, Folge 4x05 Tod im Smoking)
- 1996: Milk & Money
- 1996: Ned & Stacey (Fernsehserie, 2 Folgen)
- 1997: Prison of Secrets (Fernsehfilm)
- 2000: Practice – Die Anwälte (The Practice, Fernsehserie, Folge 5x10 Der Schattenanwalt)